# Концерт для фортепіано з оркестром № 23 (Моцарт)
Концерт для фортепіано з оркестром № 23 ля мажор (KV 488) Вольфганга Амадея Моцарта написаний 1786 року у Відні.
Складається з трьох частин:
1. Allegro
2. Adagio
3. Allegro assai